# 十三號星期五 (遊戲)
《十三號星期五》是建基於同名電影系列，由IllFonic開發並由Gun Media發行在Microsoft Windows、PlayStation 4和Xbox One平台的半開放式生存恐怖遊戲，也是第一個IllFonic使用虚幻引擎4作引擎的遊戲，遊戲在2017年5月26日於全球推出。該遊戲是一個不對稱的多人遊戲，遊玩時會有七名玩家控制七名水晶湖露營區的巡邏員，對抗由一位玩家控制的面具傑森魔。
遊戲最初以《亂砍者Vol.1：夏令營》（Slasher Vol. 1: Summer Camp）為名於2015年年中開始開發，後來Gun Media為了獲得開發遊戲的許可，遂與十三號星期五系列電影的導演肖恩·坎寧安進行了商談，在經過一連串會談後，IllFonic終獲得遊戲的開發權，《亂砍者Vol.1：夏令營》亦因此改名為《十三號星期五》。該遊戲在Kickstarter和BackerKit籌募了大約109萬美金的資金。
遊戲在 2020 年 11 月發布最後的更新後停止相關支援，遊戲官方伺服器也已經關閉，但已經購買的玩家還是能透過 P2P 模式進行私人連線。

## 遊戲玩法

準預覽版本遊戲的截圖

《十三號星期五》是一個以同名電影系列中的水晶湖露營區為場景的半開放式第三人稱生存恐怖遊戲，遊戲的背景時間設於20世紀80年代中期，目的是為了更好地捕捉原作的感覺。
《十三號星期五》是一個不對稱的多人遊戲，一局遊戲最多可以有八個人同時遊玩。其中一位玩家會扮演要盡可能殺死其他玩家（巡邏員）的面具傑森魔，這名扮演傑森的玩家可以覺察鄰近自己的巡邏員和傳送至自己於地圖上任何一個想去的地方。其他七名玩家則扮演水晶湖露營區的巡邏員，他們的目標是完成所有任務以逃出營區或於限定時間內生存。該七名玩家也可以通過團隊合作殺死傑森以達成「史詩級的勝利」，但這極難做到。另外，當其中一位玩家滿足某些條件時，他可以變為控制湯米·賈維斯。
遊戲原本計劃僅限於多人遊戲模式，但IllFonic打算如果遊戲營收達到16.25萬美金的話將會於2017年夏季添加單人遊戲模式，在該模式中玩家會控制傑森，目標是殺死所有由電腦操控的巡邏員。除此之外，有一些任務將會改編自電影的情節，而其他任務則是遊戲原創。

## 開發
在IllFonic重製《Nexuiz》和Gun Media於2015年發行火線突破：最終時刻後，IllFonic開始製作以水晶湖營地為背景的《亂砍者Vol.1：夏令營》，之後《十三號星期五》的導演肖恩·坎寧安與IllFonic進行了一系列的會談。此外，《亂砍者Vol.1：夏令營》也是IllFonic第一個使用虚幻引擎4作引擎的遊戲。遊戲的執行總監和製作人蘭迪·格林貝克（Randy Greenback）在BackerKit與Kickstarter上開設集資網站，以籌備遊戲開發的資金。最終他們一共籌募了126萬6570元美元。
2015年10月13日，Gun Media在他們的YouTube頻道上發布宣傳預告片，並公布《亂砍者Vol.1：夏令營》已更名為《十三號星期五》。萬聖節當天，Gun Media上傳了一段影片在其YouTube頻道上，片中可見哈利·曼弗雷迪尼的電腦文件，暗示他正為遊戲譜寫音樂。同年11月4日，Gun釋放一段顯示遊戲環境的準預覽版本影片。6天後（11月10日），IllFonic於Gun Media的YouTube頻道上載關於《十三號星期五》的測試和開發的影片，其中包括傑森的三維模型。
2016年2月25日，Gun和IllFonic釋放一段有著凱恩·霍德、塔拉·佩吉和瑞安·斯塔茨（Ryan Staats）的錄像，前者在遊戲中飾演傑森，後兩者飾演男性和女性巡邏員，動作捕捉則由數字王國負責。在該段錄像中霍德做出許多動作，以供開發團隊製作傑森殺人的動畫。
在2016年1月的PAX South上，IllFonic和Gun Media開發團隊向公眾展示預覽版本的影片和一系列傑森殺人的動畫，之後他們亦在接下來的5月舉行的E3 2016中公布遊戲玩法。同年9月2日，Gun Media於PAX West釋出有著湯姆·薩維尼專門設計的傑森殺人動畫片段的預告片《XIII》。

### 其他
2016年6月30日，IllFonic預展其3D開發日記，以補充幕後的採訪，片段和開發中的「虛擬小屋」，該小屋有多間有著關於彩蛋角色或場景的資訊的物品房。同年7月18日，名叫「Jason Room」的物品房遭遊戲官方解鎖。25日後（8月12日），包含主要巡邏員的房間亦被解鎖。

## 原聲帶
《十三號星期五》遊戲的作曲者為原電影的作曲家哈利·曼弗雷迪尼，該原聲帶的實物版將包括遊戲的概念藝術和封套內容介紹文字。Gun Media在開發《十三號星期五》期間，他們從即將發布的原聲帶中提前公布了兩首曲目，這兩首曲目後來被包含在2015年11月9日發行的《Harry Manfredini Full Track - 01》中和2016年5月14日發行的《Harry Manfredini Full Track - 02》。
在2016年PAX West中，Gun Media發放了由Crazy Lixx錄製的遊戲預告片，題為《殺手》（Killer）。

## 反應
《十三號星期五》發行後，Metacritic根據21條評論給予PC版的《十三號星期五》61/100分，PS4版為根據13條評論獲得59/100分，至於Xbox One版則只有49/100分（8條評論），前兩者為「好壞參半」，後者則為「普遍不受歡迎」。
GameSpot的彼得·布朗（Peter Brown）批評主機版的《十三號星期五》只能「斷斷續續地地遊玩」，他闡述道玩家與朋友之間的私人對決有時候是可行的，但如果是想在沙發上舒舒服服的跟陌生人在線遊玩的話，那玩家不是要等待10分鐘以上的配對，就是完全沒有運氣的找不到任何一個人跟你一起對賽。布朗還舉出遊戲的一些問題，例如地圖有瑕疵、幀率不一致、動畫效果不佳和碰撞偵測匱乏等，而這些問題都導出《十三號星期五》是在未開發完畢的情況下發行的，幸好的是遊戲的不對稱性和面具傑森魔的玩法稍微彌補了遊戲的品質。
IGN的戴蒙·哈特菲爾德（Daemon Hatfield）讚揚扮演傑森時的元素，但他亦批評扮演巡邏員時的「低級樂趣」，而這些樂趣會破壞你的心情。Polygon的奧斯汀·戈斯林（Austen Goslin）則認為《十三號星期五》有其原作的表面水平，但欠缺其精神。

## 外部連結
- 官方网站